# Jonathan Cake
Jonathan James Cake (Worthing, 31 agosto 1967) è un attore britannico che ha lavorato in vari programmi tv e serie. È stato guest star di parecchie serie americane, come Chuck e Law & Order.
Nel 2004 si è sposato con l'attrice Julianne Nicholson da cui ha avuto due figli: Ignatius (2007) e Phoebe (2009).

## Filmografia parziale

### Attore

#### Cinema
- Il primo cavaliere (First Knight), regia di Jerry Zucker (1995)
- True Blue - Sfida sul Tamigi (True Blue), regia di Ferdinand Fairfax (1996)
- The One & Only - È tutta colpa dell'amore (The One and Only), regia di Simon Cellan Jones (2002)
- Ritorno a Brideshead (Brideshead Revisited), regia di Julian Jarrold (2008)
- Krews, regia di Hilbert Hakim (2010)

#### Televisione
- Press Gang - serie TV, 1 episodio (1993)
- Degrees of Error - serie TV, 3 episodi (1995)
- The Tenant of Wildfell Hall - miniserie TV (1996)
- Sbirri da sballo (The Thin Blue Line) - serie TV, 1 episodio (1996)
- Rebecca - film TV (1997)
- Jonathan Creek - serie TV, 1 episodio (1997)
- Il popolo del fiume (Riverworld), regia di Kari Skogland – film TV (2003)
- Out of the Ashes, regia di Joseph Sargent – film TV (2003)
- Fallen - film TV (2004)
- Poirot (Agatha Christie's Poirot) - serie TV, 1 episodio (2004)
- Empire - miniserie TV (2005)
- Extras - serie TV, 1 episodio (2006)
- The Mastersons of Manhattan - film TV (2007)
- Criminal Intent - serie TV, 2 episodi (2008)
- Chuck - serie TV, 2 episodi (2009)
- Law & Order - I due volti della giustizia (Law & Order) - serie TV, 2 episodi (2009)
- Off the Map - serie TV, 1 episodio (2011)
- Rizzoli & Isles - serie TV, 1 episodio (2011)
- Desperate Housewives - serie TV, 12 episodi (2011-2012)
- Delitti in Paradiso (Death in Paradise) - serie TV, 1 episodio (2013)
- Law & Order - Unità vittime speciali (Law & Order: Special Victims Unit) - serie TV, episodi 17x17-17x18 (2016)
- The Affair - Una relazione pericolosa (The Affair) - serie TV, 5 episodi (2016-2019)
- Legends of Tomorrow – serie TV, episodi 3x12-3x18 (2018)
- Grey's Anatomy – serie TV, episodio 16x17 (2020)
- Stargirl – serie TV, 15 episodi (2021-2022)
- Cinque giorni al Memorial (Five Days at Memorial) - miniserie TV, 3 puntate (2022)
- Protection, regia di Simen Alsvik e Sasha Ransome – miniserie TV, 4 puntate (2024)
- And Just Like That... – serie TV, 5 episodi (2025)

### Doppiatore
- Forspoken – videogioco (2023)

## Doppiatori italiani
Nelle versioni in italiano dei suoi lavori, Jonathan Cake è stato doppiato da:
- Massimo Lodolo in Riverworld - Il popolo del fiume, Out of the Ashes
- Vittorio Guerrieri in The One & Only - È tutta colpa dell'amore, Law & Order - Unità vittime speciali
- Stefano Alessandroni in The Affair - Una relazione pericolosa, Grey's Anatomy
- Francesco Prando in Ritorno a Brideshead, Stargirl
- Alessandro Rigotti in Law & Order: Criminal Intent (ep. 7x20)
- Luca Ghignone in Law & Order: Criminal Intent (ep. 7x21)
- Alberto Angrisano in Delitti in Paradiso
- Luca Ward in Desperate Housewives
- Roberto Pedicini in Chuck
- Fabrizio Pucci in Poirot
- Massimo Gentile in Miss Marple
- Giorgio Locuratolo in The Killing
- Gaetano Varcasia in Empire
- Alberto Bognanni in And Just Like That...